# Franciszek Ksawery Rostworowski
Franciszek Ksawery Rostworowski (ur. 23 grudnia 1749 w Lesznowoli, zm. 19 maja 1816 w Warszawie) – dyplomata, konfederat barski, sędzia w czasie powstania kościuszkowskiego. 

## Życiorys
Syn kasztelana zakroczymskiego Jana Antoniego Rostworowskiego i wojewodzianki rawskiej Konstancji z Lanckorońskich. Jego bratem był m.in. Andrzej Rostworowski. Jego edukacją zajmował się stryj Franciszek Jan Rostworowski, późniejszy poseł konfederacji barskiej w Dreźnie, któremu towarzyszył jako sekretarz od 1769 do wiosny 1772. Po śmierci rodziców zajął się sprawami majątkowymi. Franciszek Ksawery początkowo nie był zbyt czynny w życiu społecznym, choć uczestniczył w sejmikach swej ziemi, a nawet w listopadzie 1788 r. sprawował funkcję marszałka na sejmiku czerskim. 
Około 1785 Rostworowski zawarł związek małżeński z Izabelą Małachowską, wojewodzianką sieradzką córką Mikołaja Małachowskiego, siostrą Jana Nepomucena, koneksje z Małachowskimi wciągnęły go w wartki nurt życia politycznego. Był jednym z założycieli w maju 1791  Zgromadzenia Przyjaciół Konstytucji Rządowej. W czasie powstania kościuszkowskiego 27 kwietnia 1794 Rada Zastępcza Tymczasowa  mianowała Ksawerego Rostworowskiego oraz Ignacego Zapolskiego osobami przynależnymi do wyprawy generała Filipa Haumana udającego się w pościg za uchodzącymi z Warszawy taborami i artylerią rosyjską. Ta sama Rada, na wniosek Wybickiego, wprowadziła Rostworowskiego do składu powołanej 30 kwietnia 1794 Deputacji Komisyjnej Porządkowej Ziemi Czerskiej. Następnie z rekomendacji tejże Rady, po przeprowadzonej reformie, powołano go 11 czerwca na stanowisko jednego z dwunastu sędziów Sądu Kryminalnego Księstwa Mazowieckiego. 
W czasach Księstwa WarszawskiegoKsawery został powołany na stanowisko sędziego pokoju powiatu warszawskiego. Dwóch jego synów Stanisław i Mikołaj służyło w pułku szwoleżerów gwardii cesarskiej, trzeci Antoni w armii Księstwa. Kiedy wojska rosyjskie zbliżały się do Warszawy, niemłody już i schorowany Ksawery wraz z rodziną 27 stycznia 1813 wyjechał do Krakowa. Wrócił do Warszawy dopiero w marcu 1814, ale zły stan zdrowia już mu nie pozwolił zająć się sprawami majątkowymi, zmarł schorowany w Warszawie.
Z małżeństwa z Izabelą miał siedmioro dzieci; synów  Stanisława, Antoniego Melitona, Mikołaja, zięcia Antoniego Bazylego Dzieduszyckiego i najmłodszego Jana Nepomucena oraz córki: Ewę, żonę Kajetana Cyrus-Sobolewskiego, Annę, żonę generała Floriana Kobylińskiego i Rozalię Tadeę, od 1821 w Zgromadzeniu Panien Kanoniczek w Warszawie
Pochowany  został obok żony w kościele św. Antoniego z Padwy w Warszawie, gdzie znajduje się w krużgankach tablica poświęcona jemu i jego żonie.